# استان عجلون
استان عجلون (به عربی:  محافظة عجلون ) نام استانی در کشور پادشاهی اردن است.
استان عجلون در ۷۶ کیلومتری شمال غربی شهر عمان پایتخت اردن و در ۳۲ کیلومتری استان اربد واقع شده‌است.
شهر السلط در ۷۲ کیلومتری این استان قرار دارد.

## جمعیت
جمعیت آن در حدود ۱۳۰ هزار نفر می‌باشد.
اکثر ساکنان آن مسلمان سنی مذهب هستند

## محدوده
محدودهٔ استان عجلون از شمال استان اربد، از جنوب استان بلقاء، از مغرب استان عمان، و از سمت مشرق به استان جرش منتهی می‌شود.

## مساحت
مساحت استان عجلون در حدود ۴۱۹٬۶۳۵٬۰۰۰ متر مربع پیش‌بینی شده‌است.

## آثار تاریخی
- قلعة عجلون
- موقع مار إلیاس
- راجع‌به
- حلاوة
- منطقه حفاظت شده عجلون (محمیة عجلون)

## نگارخانه

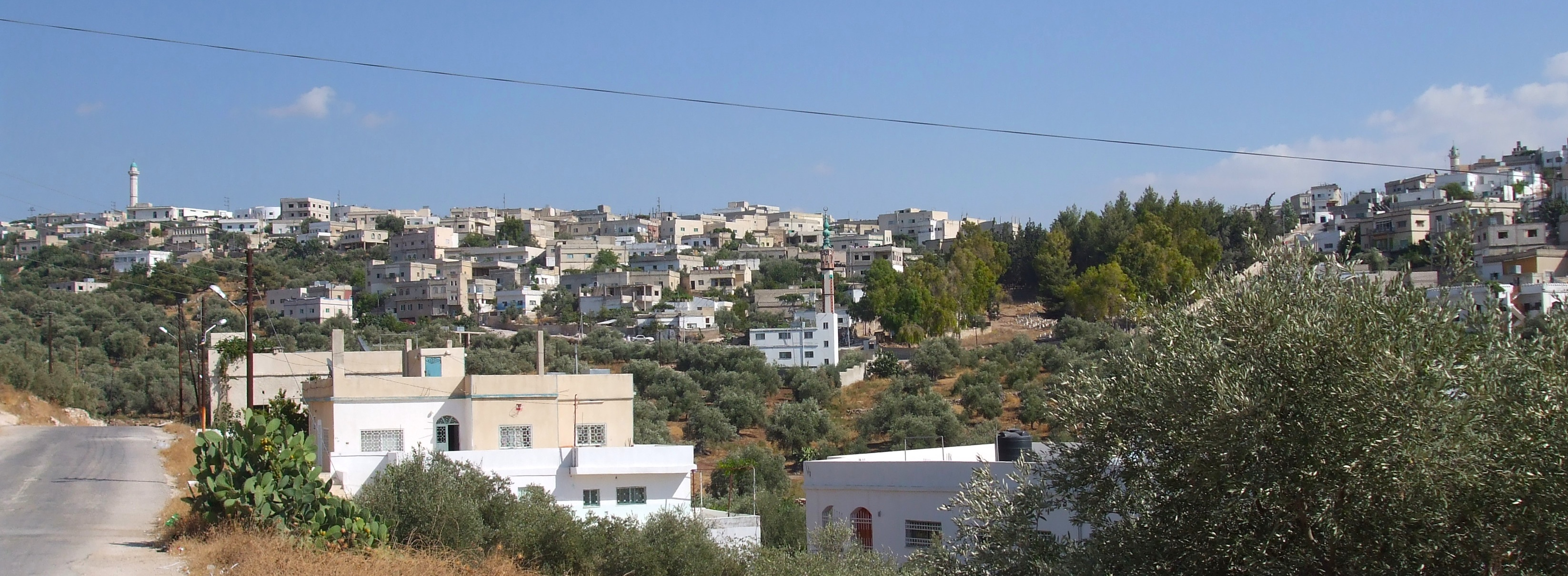
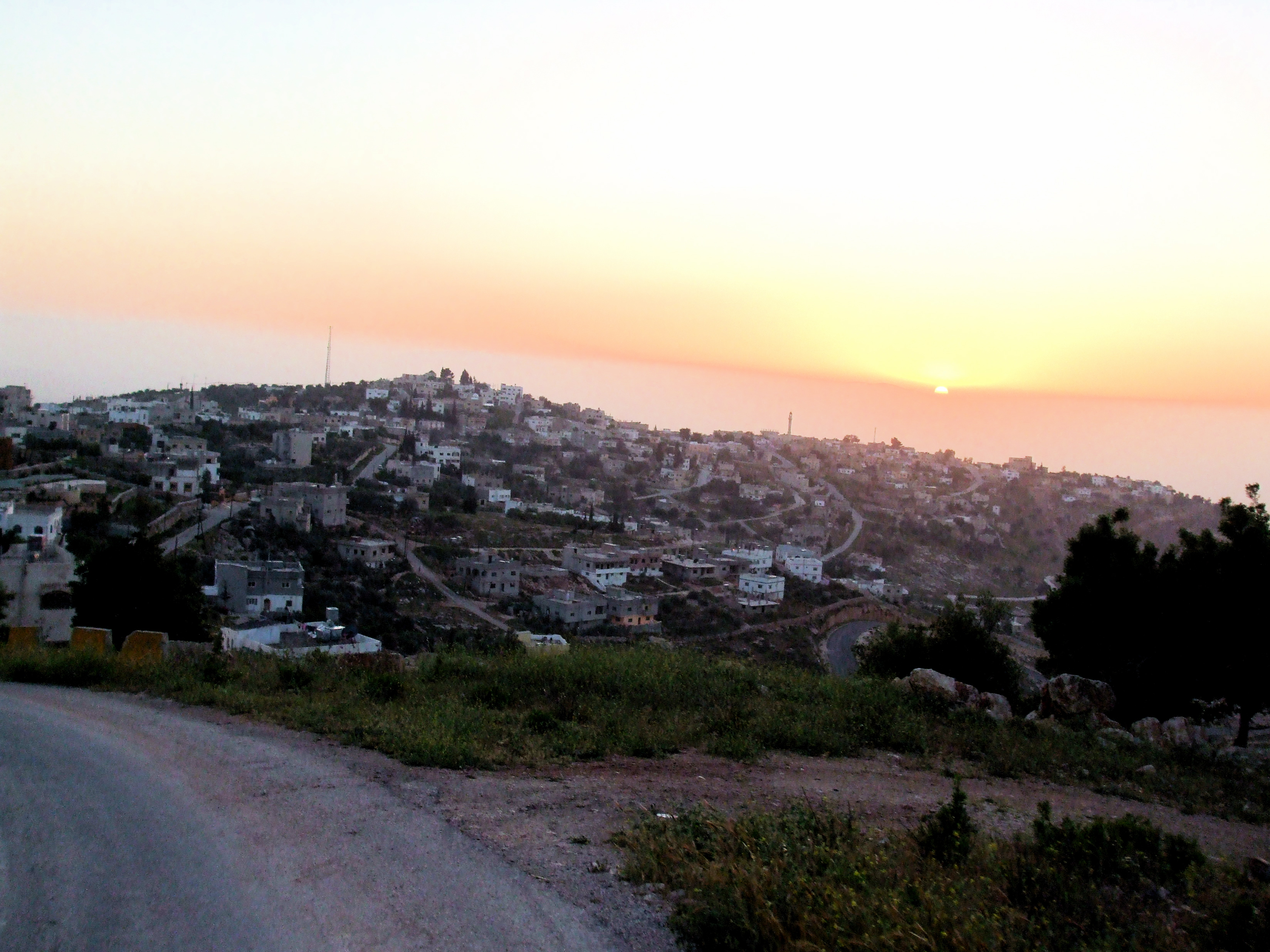
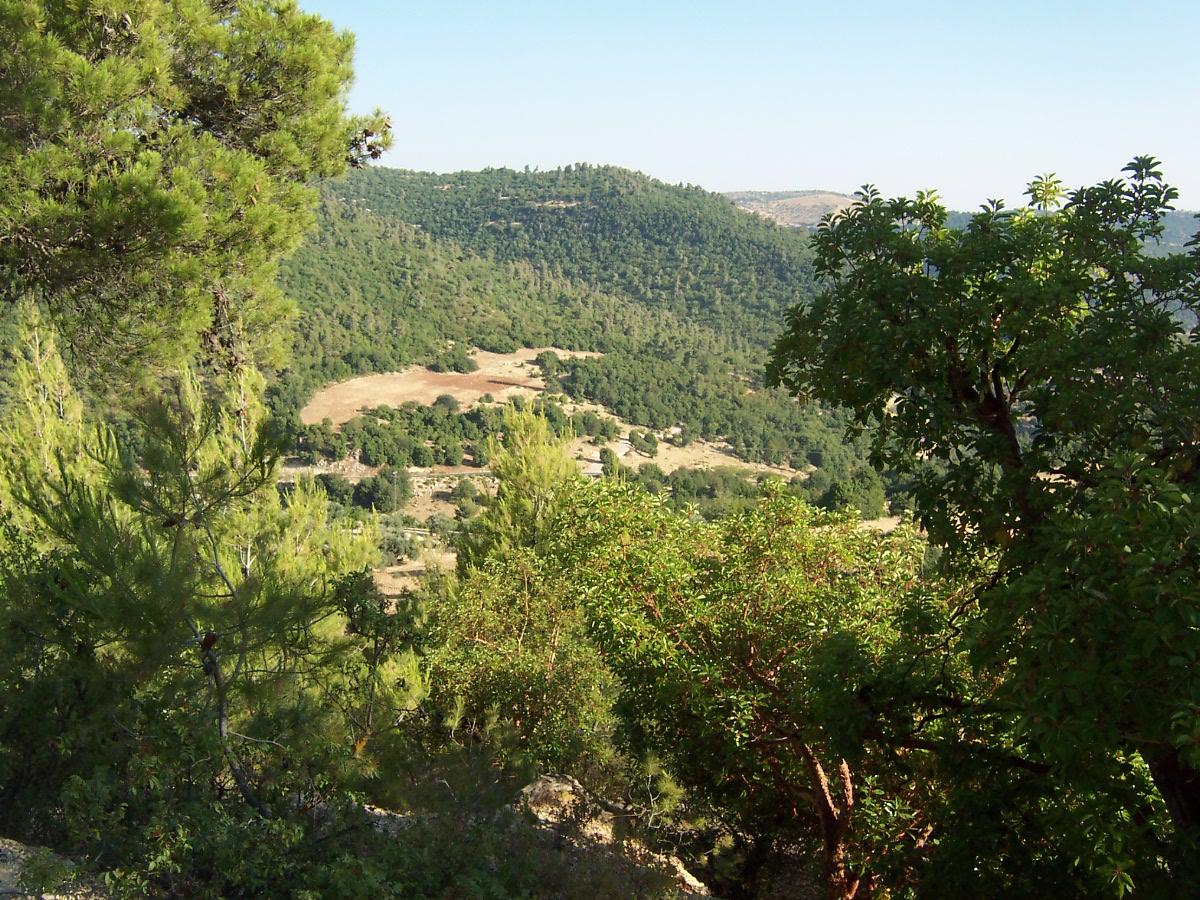
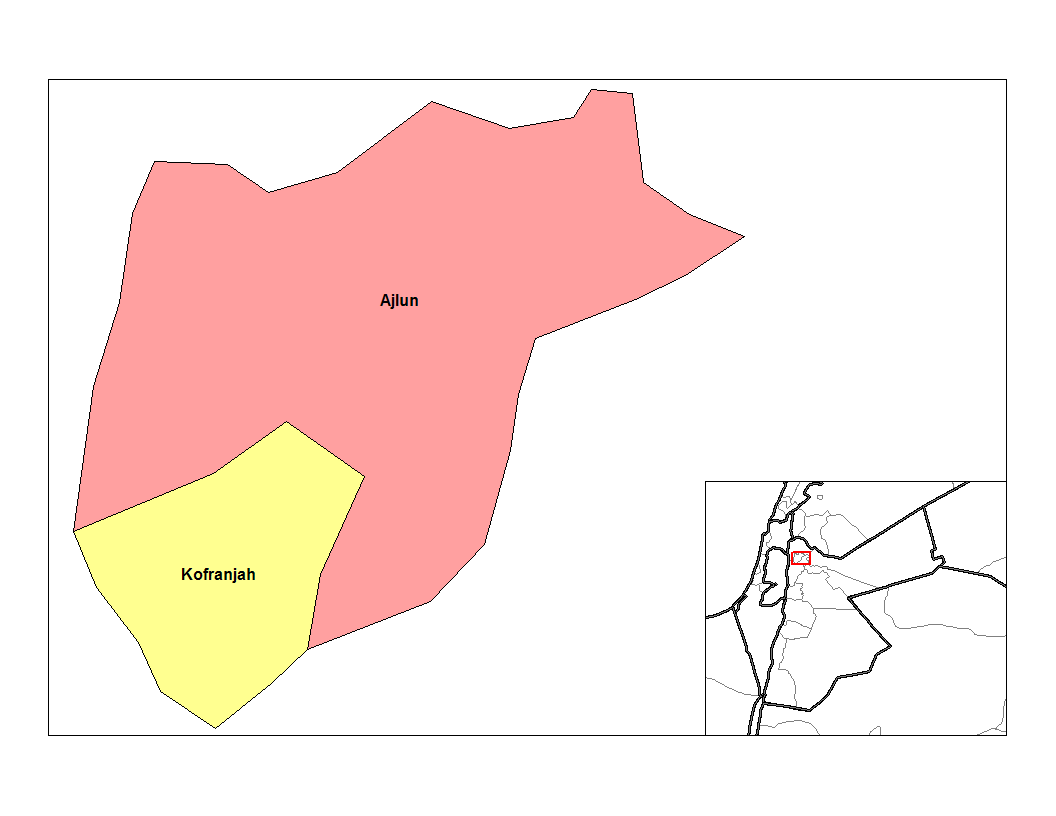
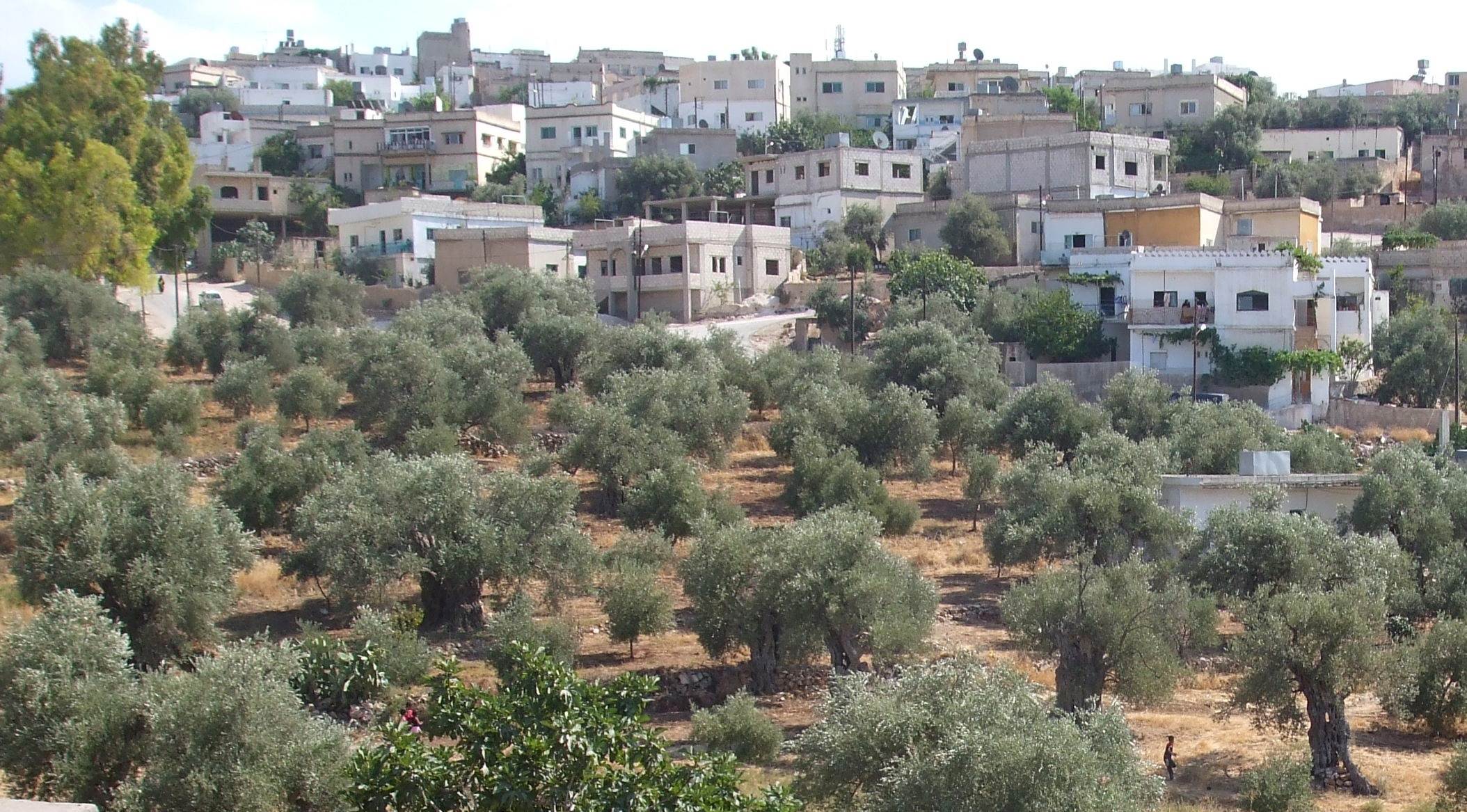